# Pierre Bezio
Pierre Bezio est un magistrat français, ancien procureur général près la Cour de cassation française.

## Biographie
Pierre Bezio naît le 2 juin 1924 à Ramonville-Saint-Agne (Haute-Garonne). Il commence sa carrière judiciaire comme juge suppléant à Montpellier (1946), puis exerce
des fonctions civiles aux tribunaux de Rodez, de Villefranche-de-Rouergue et de Narbonne. Il est substitut au parquet d'Agen (1949) puis de Castres (1952). Il est nommé substitut (1962) puis premier substitut (1969) au parquet de Paris. Il est procureur de la République au tribunal de grande instance de Versailles (1972), puis de Bobigny (1976). En 1980, il est nommé avocat général à la cour d'appel de Paris, puis avocat général à la deuxième chambre civile de la Cour de cassation (1981). Il a été membre du Conseil supérieur de la magistrature de février 1983 à février 1987. Le 13 juillet 1988, succédant à Pierre Arpaillange, il est nommé procureur général près la Cour de cassation.
Il meurt le 9 décembre 1992 à l'âge de 68 ans ; il est remplacé par Pierre Truche.